# East Riding Amateur League
East Riding Amateur League var en engelsk fotbollsliga. Toppdivisionen Premier Division låg på nivå 13 i det engelska ligasystemet.
Ligan var en matarliga till Humber Premier League.
Ligan lades ned efter 2014/15 års säsong.

## Mästare
| Säsong  | Premier Division    |
| ------- | ------------------- |
| 2007/08 | Inter Charter FC    |
| 2008/09 | Crown FC            |
| 2009/10 | Pinefleet Wolfreton |
| 2010/11 | Quaddy Rangers      |
| 2011/12 |                     |